# Paulacris exaggerata
Paulacris exaggerata är en insektsart som först beskrevs av Burr 1902.  Paulacris exaggerata ingår i släktet Paulacris och familjen gräshoppor. Inga underarter finns listade i Catalogue of Life.